# Axoclinus storeyae
Axoclinus storeyae е вид бодлоперка от семейство Tripterygiidae. Видът не е застрашен от изчезване.

## Разпространение
Разпространен е в Мексико.